# Dejtár
Dejtár ist eine ungarische Gemeinde im Kreis Balassagyarmat im Komitat Nógrád.

## Geografische Lage
Dejtár liegt zehn Kilometer südwestlich der Kreisstadt Balassagyarmat und zwei Kilometer südlich vom linken Ufer des Flusses Ipoly, der die Grenze zur Slowakei bildet. Nachbargemeinden sind Patak, Ipolyszög und  Ipolyvece. Jenseits der Grenze befinden sich die slowakischen Orte Balog nad Ipľom, Kosihy nad Ipľom und Veľká Čalomija.

## Gemeindepartnerschaften
- Balog nad Ipľom, Slowakei, seit 2012
- Cleja, Rumänien, seit 2012
- Kosihy nad Ipľom, Slowakei, seit 2012
- Tușnadu Nou, Rumänien, seit 2014
- Veľká Čalomija, Slowakei, seit 2012[2]

## Sehenswürdigkeiten
- Heimatmuseum (Tajház)
- Naturlehrpfad Páskom Legelő Tanösvény
- Römisch-katholische Kirche Kisboldogasszony, erbaut 1810
- Szent-Flórián-Statue, erschaffen 1855
- Szentháromság-Statue
- Turul-Denkmal, erschaffen von Imre Szabó

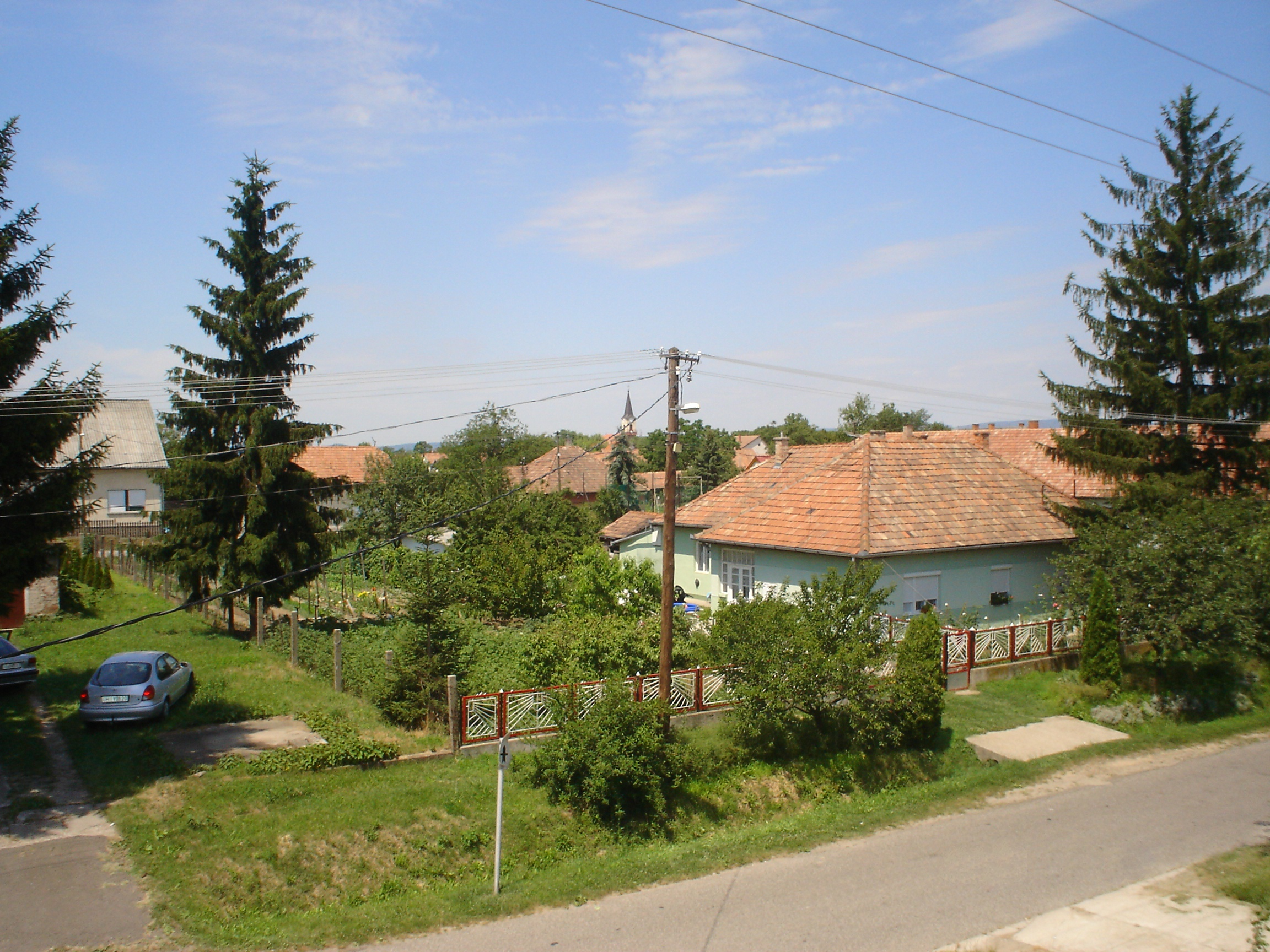
Blick auf Dejtár
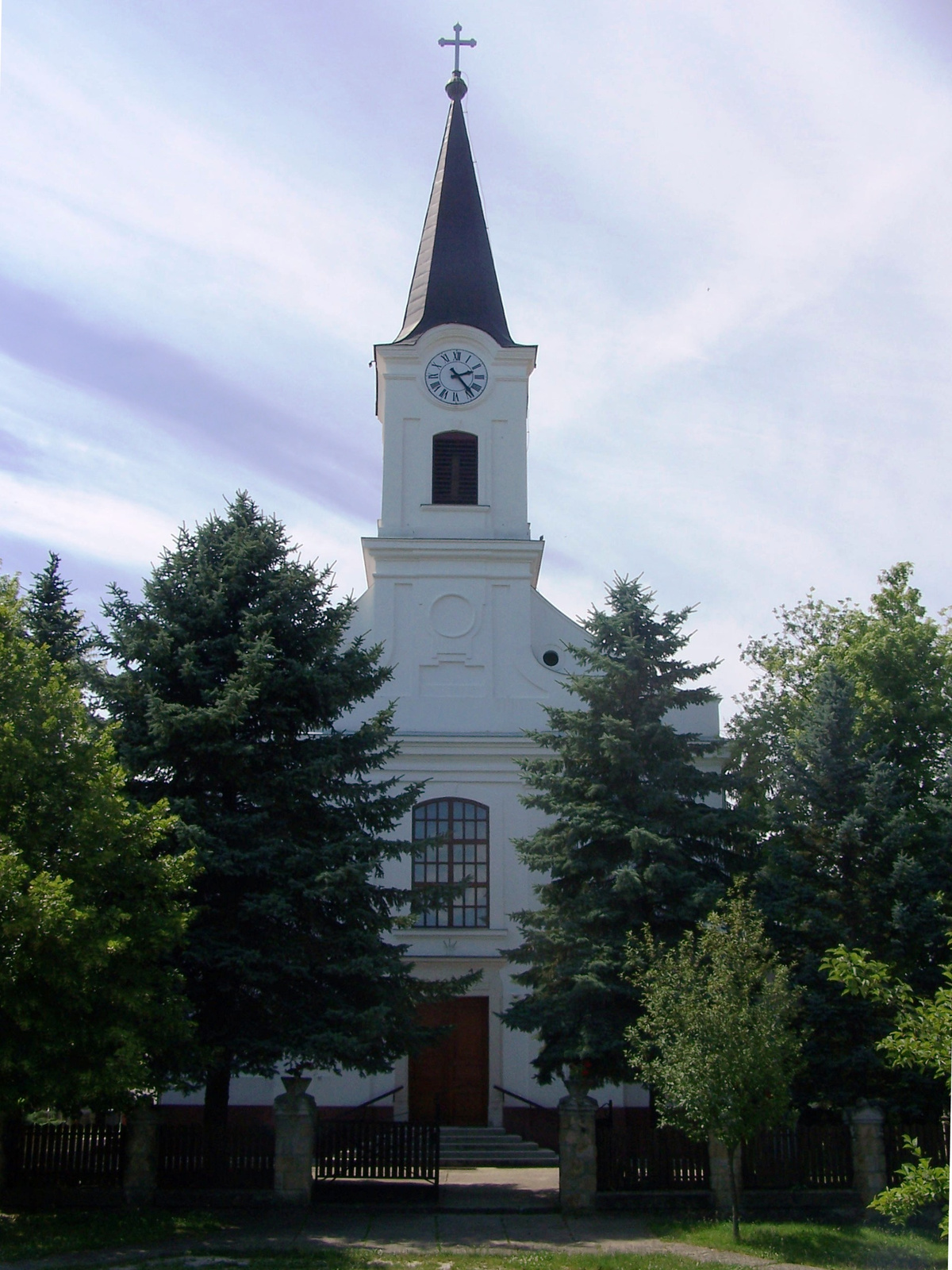
Röm.-kath. Kirche Kisboldogasszony
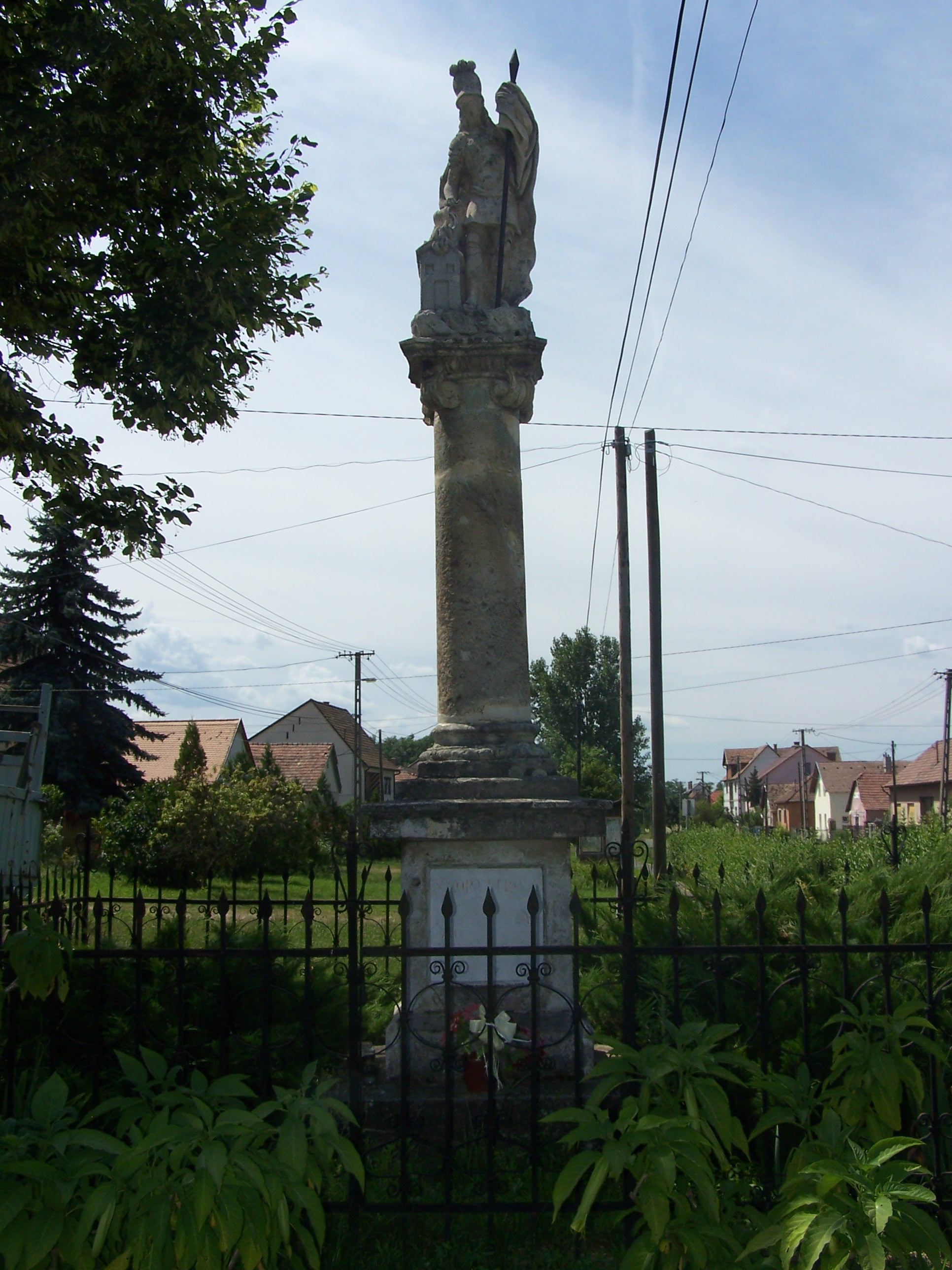
Szent-Flórián-Statue
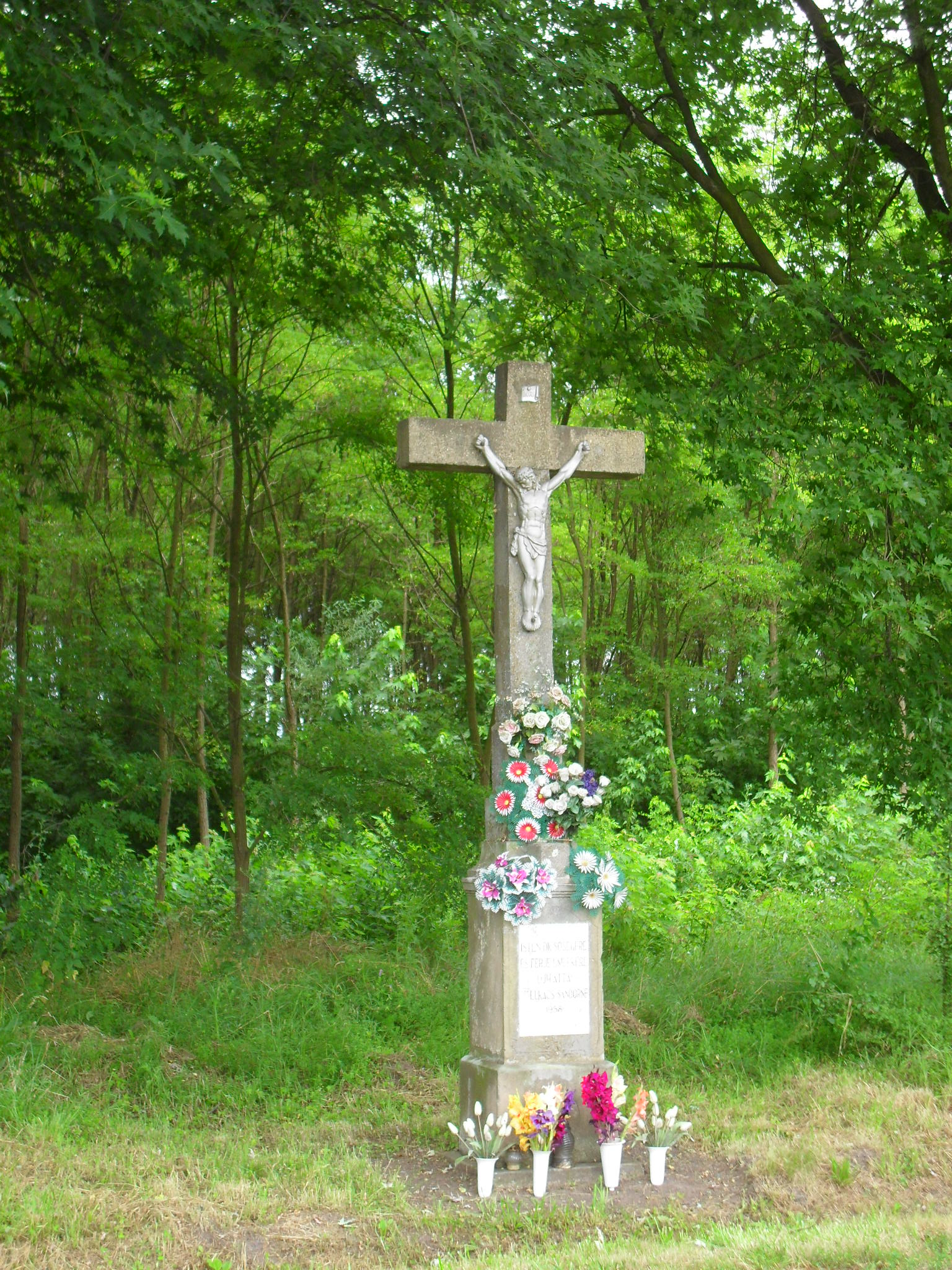
Kruzifix

## Flora und Fauna
Die Landschaft nördlich des Ortes ist geprägt durch sumpfige Wiesen mit vielen Arten von Federgräsern und Auen mit Erlenhainen und Trauerweiden. Im Schilfgebiet des Ipoly-Tals leben viele Heuschreckenarten. Weiterhin gibt es dort Wasservögel wie Graureiher, Silberreiher, Nachtreiher und Rohrdommeln sowie Watvögel.

## Verkehr
Durch Dejtár verläuft die Landstraße Nr. 2201, von der die Nebenstraße Nr. 22101 nach Ipolyvece abzweigt. Es bestehen Busverbindungen über Ipolyszög nach Balassagyarmat, nach Ipolyvece sowie in Richtung Süden nach Rétság. Vom nordöstlich des Ortes gelegenen Bahnhof bestehen Zugverbindungen nach Balassagyarmat und nach Vác.